# DBd
dBd – logarytmiczna jednostka miary zysku energetycznego anteny odniesiona do dipola półfalowego (anteny dipolowej).
Zysk anteny wyrażony w dBd informuje o ile decybeli zysk energetyczny listka głównego charakterystyki promieniowania anteny jest większy od zysku energetycznego dipola półfalowego.
{\displaystyle G_{d}\,[{\text{dBd}}]=10\log _{10}\left({\frac {U\,[{\text{W}}]}{P_{d}\,[{\text{W}}]}}\right),}
przy czym
{\displaystyle G_{d}\,[{\text{dBd}}]=G_{i}\,[{\text{dBi}}]-2{,}15.}

## Przykład
Sygnał jest nadawany przez antenę o zysku {\displaystyle G=8\,{\text{dBd}},} to znaczy:
{\displaystyle 10\log _{10}\left({\frac {U}{P_{d}}}\right)=8\,{\text{dBd}}\ \Rightarrow \ \log _{10}\left({\frac {U}{P_{d}}}\right)=0{,}8\,{\text{dBd}}.}
Przekształcając obie strony równania otrzymuje się:
{\displaystyle {\frac {U}{P_{d}}}=10^{0{,}8}=6{,}31.}
Z tego wynika, że moc wypromieniowywana przez tę antenę w danym kierunku jest 6,31 razy większa niż w przypadku dipola półfalowego.